# Sibontar
Sibontar is een bestuurslaag in het regentschap Padang Lawas van de provincie Noord-Sumatra, Indonesië. Sibontar telt 365 inwoners (volkstelling 2010).